# Geoffrey Wilkinson
Sir Geoffrey Wilkinson FRS (født 14. juli 1921, død 26. september 1996) var en britisk kemiker, der især arbejdede med uorganisk kemi og overgangsmetal-katalysatorer. Han modtog Nobelprisen i kemi i 1973 sammen med Ernst Otto Fischer for deres arbejde, udført hver for sig, inden for organometalkemi med såkaldte sandwichmolekyler.